# Schönengrund
Schönengrund je obec ve švýcarském kantonu Appenzell Ausserrhoden. Nachází se v jihozápadní části kantonu, asi 8 kilometrů jihozápadně od Herisau, v nadmořské výšce 841 metrů. Žije zde 533 obyvatel.

## Geografie
Schönengrund má celkovou rozlohu 520 hektarů. Z toho je 24 hektarů zastavěných, 339 hektarů zemědělských a 157 hektarů zalesněných ploch, tj. lesů a hájů.
Schönengrund je vesnice s centrální ulicí, obklopená četnými jednotlivými statky, na důležité silniční spojnici Herisau–Toggenburg. Leží mezi Schwellbrunnem a vesnicemi St Peterzell a Hemberg v kantonu St. Gallen.
Sousedními obcemi Schönengrundu jsou Urnäsch, Schwellbrunn (v kantonu Appenzell Ausserrhoden) a Neckertal (kanton St. Gallen). Obec Wald SG (obec Neckertal) tvoří se Schönengrundem vesnickou strukturu neboli dvojobec. Hranice obce a kantonu nejsou jasně patrné.

## Historie

Schönengrund (1920)

Schönengrund je poprvé zmiňován v listině z roku 1268 jako Zem Schönengrund. Do roku 1720 tvořila oblast Schönengrundu pod názvem hinder dem Ham část církevního okresu Urnäsch. V roce 1417 se obyvatelé Hinderhamu podíleli na stavbě kostela v Urnäsch. Spolu s nimi v roce 1525 přestoupili k reformaci. Před založením obce se název Schönengrund omezoval na zemědělskou usedlost. Cesta do Urnäsch se postupně stala pro obyvatele příliš dlouhou a v roce 1720 byl na statku Schönengrund postaven nový vlastní kostel. V letech 1720 až 1722 se tak Schönengrund mohl oddělit od Urnäsch a stal se samostatnou farností. Toto oddělení však probíhalo pomalu a postupně. Nový kostel se stal centrem obce, která se díky prosperujícímu textilnímu průmyslu rychle rozrůstala a do roku 1800 dosáhla téměř dnešní velikosti a podoby. Na tkalcovství lnu a bavlny se podílelo především obyvatelstvo složené z místních zemědělců. Později se rozvíjela zejména sousední vesnice Wald, která byla součástí obce Neckertal v kantonu St. Gallen. Obě vesnice Schönengrund a Wald rostly společně a od poslední třetiny 19. století tvořily hospodářský a společenský celek. Různé veřejné úkoly v oblasti infrastruktury a školství si obě obce dělí.
V první čtvrtině 20. století žilo v Schönengrundu díky četným textilním továrnám a bělidlu ve zdvojené obci velké množství dělníků. Díky tomu byl Schönengrund jednou z mála obcí v Appenzellu Ausserrhoden, kde již v té době existovalo dělnické hnutí. Schönengrund si také v roce 1926 zvolil prvního socialistického obecního úředníka v kantonu.
Během hospodářské krize v první polovině 20. století došlo v obci k poklesu počtu obyvatel a struktura osídlení ustrnula až do 60. let 20. století, od roku 1915 do roku 1964 byly v Schönengrundu a Waldu postaveny pouze dva domy, v polovině roku 1960 však došlo k další změně: byla postavena víceúčelová budova a lanová dráha. Centrum osídlení se stále více přesouvalo do části obce. V okrajových částech bylo postaveno množství rekreačních domů.
Během druhé světové války sloužily uvolněné rekreační domy, byty a vyšívací továrny v Schönengrundu a Waldu jako hostinské byty pro uprchlíky. Bydlelo v nich mnoho židovských uprchlíků i příslušníků francouzského armádního sboru a dalších armád. V květnu 1944 byly provizorní domy pro uprchlíky opět zrušeny. V roce 1836 byl Schönengrund první ausserrhodenskou obcí, která oddělila svůj veřejný rozpočet na církevní a obecní majetek. V roce 1955 bylo rozpuštěno obecní zastupitelstvo a zavedena volba do volebních uren.

## Obyvatelstvo

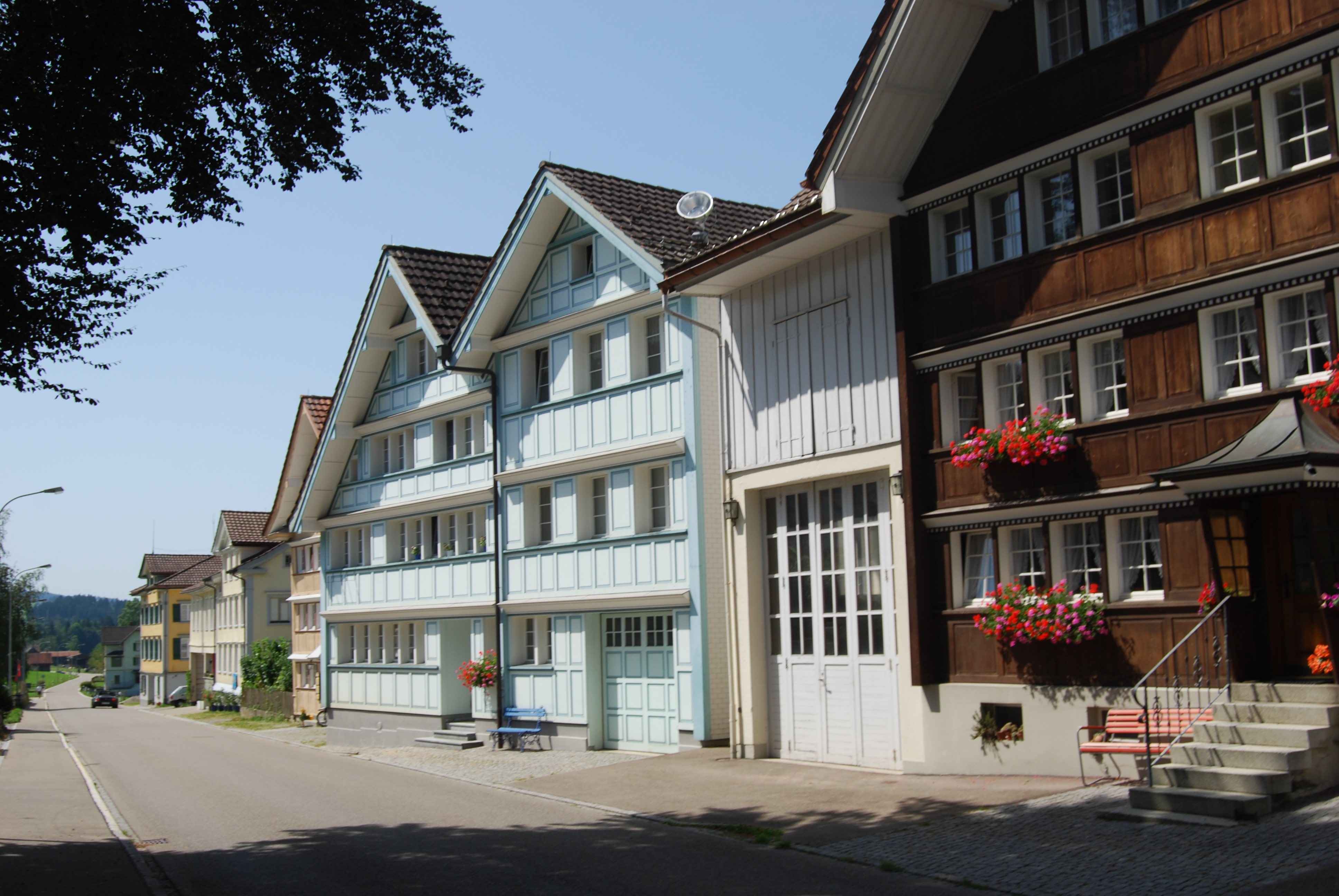
Centrum obce

| Rok            | 1734 | 1850 | 1870 | 1888 | 1900 | 1920 | 1941 | 1960 | 1980 | 1990 | 2000 | 2010 | 2022 |
| Počet obyvatel | 400  | 609  | 797  | 736  | 661  | 637  | 451  | 450  | 404  | 434  | 459  | 494  | 535  |

## Hospodářství

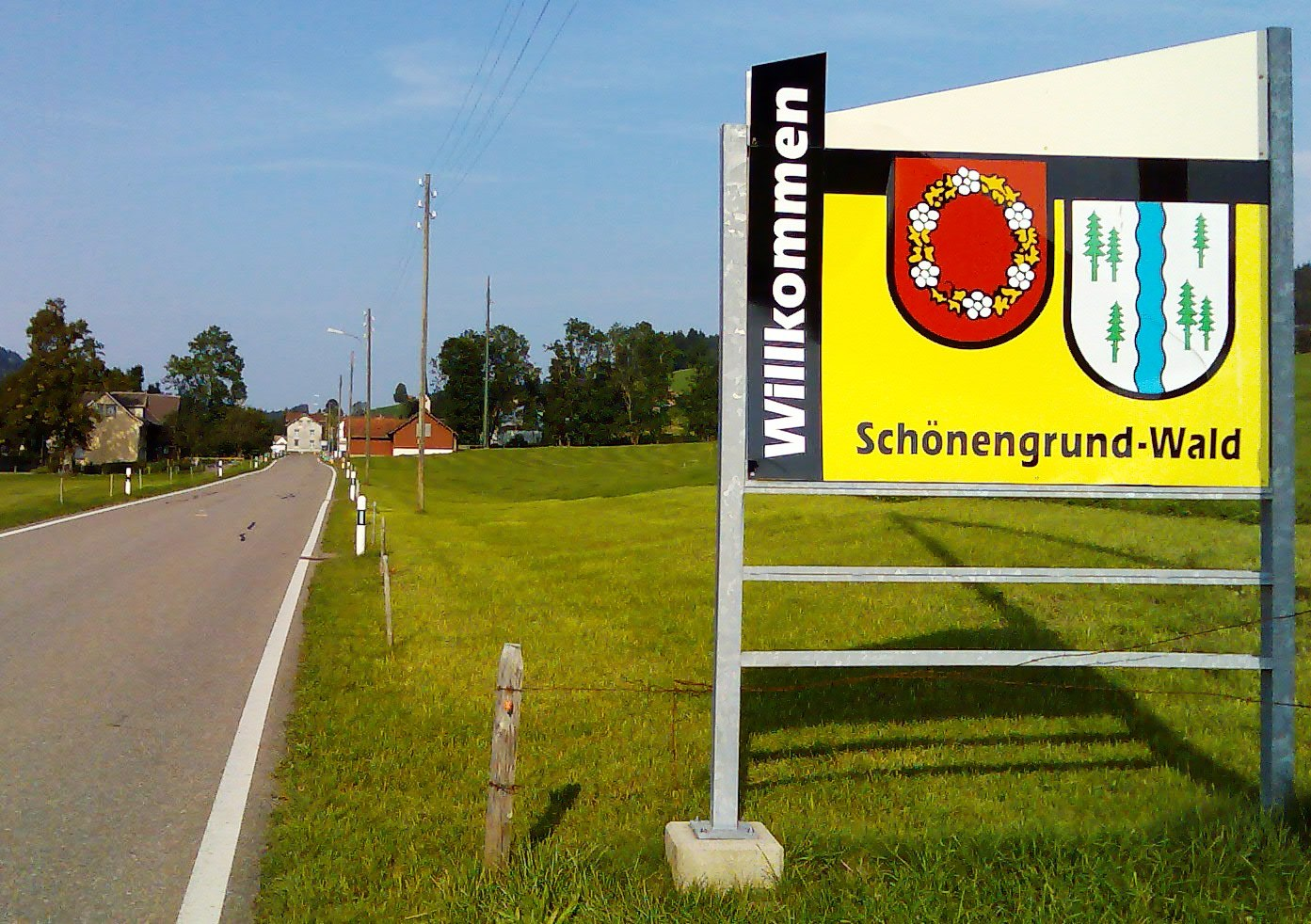
Upoutávka u vjezdu do dvojobce Schönengrund-Wald

Vedle tradičního chovu dobytka a mléka se v 17. století stále více prosazovalo tkalcovství: bez textilního průmyslu, který měl pro obec velký hospodářský význam, by nebylo možné financovat stavbu vlastního kostela. Až do roku 1740 převažovalo tkalcovství lnu, od té doby však docházelo k nárůstu tkalcovství bavlny. Od roku 1820 začaly být tkalcovské stavy výkonnější, což umožnilo nové způsoby výroby látek. Například schwellbrunnský továrník byl prvním v Appenzellu, který vlastnil žakárový tkalcovský stav. Žakár byl tkaninou, kterou byl Appenzell velmi proslulý. Průmysl byl největším zaměstnavatelem v obci: v roce 1842 bylo v tkalcovství zaměstnáno 57 % obyvatel obce a Schwellbrunn byl tehdy „nejvýraznější tkalcovskou obcí v appenzellském vnitrozemí“, v 19. století, zejména v poslední třetině, bylo tkalcovství dále doplněno vyšíváním. Praktikovalo se zejména tkaní saténovým stehem. To však v Schönengrundu nikdy nemělo takový význam jako v jiných obcích Ausserrhodenu. První vyšívací továrnu ve dvojobci otevřeli v roce 1861 bratři Stauderové. Ruční strojní vyšívání dosáhlo vrcholu v roce 1910; v té době bylo v Schönengrundu v provozu 53 strojů.
Továrny se většinou usadily ve Waldu; První bělidlo bylo pravděpodobně založeno v roce 1749 v bývalém hostinci Gasthof Mühle ve Waldu. Následné bělidlo bylo založeno v roce 1818 v takzvaném Faulmoosu. V roce 1883 ji převzal podnikatel z Herisau Johann Jakob Locher a stal se tak bělidlem Locher. Locherovo bělidlo patřilo k nejvýznamnějším zaměstnavatelům v obci více než 100 let, až do ukončení činnosti v roce 1975. Kromě toho nabízely možnosti výdělku tři vyšívačky a mechanická tkalcovna. Tkalcovna existovala od roku 1865 do roku 1977, poté zde až do 90. let 20. století fungovala továrna na výrobu plastových sítí.
Krize textilního průmyslu v první polovině 20. století zasáhla Schönengrund těžce. Do té doby se vždy dokázala z krizí zcela vzpamatovat, ale následky obou světových válek jí znemožnily zotavení. Textilní průmysl v Schönengrundu se tak prakticky zhroutil. Přežilo jen několik vyšívacích podniků; poslední musel být uzavřen v roce 1977. Krize se projevila i v počtu obyvatel, který masivně klesl. S úbytkem textilního průmyslu se nejdůležitějším hospodářským odvětvím opět stalo zemědělství.
V roce 1820 byla založena spořitelna. Brzy však byla opět zrušena, když se její zakladatel přestěhoval do obce Bühler.
Skromný cestovní ruch, který se začal rozvíjet kolem roku 1900, dostal nový impuls se založením turistického spolku v roce 1965 a výstavbou sedačkových a lyžařských lanovek v letech 1963–1965, který v roce 1992 zkrachoval. V roce 2005 se první sektor hospodářství podílel na zaměstnanosti v obci něco málo přes 45 % a druhý sektor necelými 15 %.